# Mellansjön, Västmanland
Mellansjön är en sjö i Hällefors kommun i Västmanland och ingår i Göta älvs huvudavrinningsområde. Sjön har en area på 0,273 kvadratkilometer och ligger 210,3 meter över havet.

## Delavrinningsområde
Mellansjön ingår i det delavrinningsområde (664572-142241) som SMHI kallar för Rinner till Utloppet av Flaxen. Medelhöjden är 223 meter över havet och ytan är 5,01 kvadratkilometer. Det finns inga avrinningsområden uppströms utan avrinningsområdet är högsta punkten. Gullspångsälven (Liälven) som avvattnar avrinningsområdet har biflödesordning 2, vilket innebär att vattnet flödar genom totalt 2 vattendrag innan det når havet efter 370 kilometer. Avrinningsområdet består mestadels av skog (59 procent). Avrinningsområdet har 3,83 kvadratkilometer vattenytor vilket ger det en sjöprocent på 24,3 procent.